# Ровње (Римавска Собота)
Ровње (слч. Rovné) насељено је мјесто са административним статусом сеоске општине (слч. obec) у округу Римавска Собота, у Банскобистричком крају, Словачка Република.

## Становништво
| Година:    | 1994. | 2004.    | 2014.    | 2024.    |
| ---------- | ----- | -------- | -------- | -------- |
| Број људи: | 189   | 165      | 131      | 106      |
| Разлика:   |       | -12,69 % | -20,60 % | -19,08 % |

| Година:    | 2023. | 2024.   |
| ---------- | ----- | ------- |
| Број људи: | 107   | 106     |
| Разлика:   |       | -0,93 % |

Према подацима о броју становника из 2011. године насеље је имало 137 становника.